# Чандлер, Дэвид
Дэвид Джеффри Чандлер (Чендлер, Чэндлер) (15 января 1934 — 10 октября 2004) — британский историк, специалист по истории  наполеоновской эпохи.

## Биография
В молодости недолгое время служил в армии, достигнув звания капитана, а в дальнейшем преподавал в Королевской военной академии в Сандхерсте. В 1991 году он стал доктором гуманитарных наук Оксфордского университета.
Как написано в некрологе Дэвида Чандлера в The Daily Telegraph, его «всестороннее описание битв Наполеона [The Campaigns of Napoleon] вряд ли когда-либо будет  превзойдено, несмотря на наличие множества соперников (…) Генерал де Голль писал Чандлеру, что своим описанием военной карьеры Императора он превзошёл всех остальных писателей».
Помимо исследований о Наполеоновских войнах, Чандлер также был автором военной биографии герцога Мальборо и книги «Искусство войны в эпоху Мальборо» (The Art of Warfare in the Age of Marlborough).
Работы Чандлера широко цитируются в трудах других историков-наполеонистов, в том числе, на русском языке.

## Награды
- 1979 — золотой Крест Заслуг (Польша)

### На английском языке
- 1966 — The Campaigns of Napoleon. New York: Macmillan. ISBN 978-0297748304.
- 1973 — Napoleon. Barnsley, UK: Pen & Sword[англ.]. ISBN 978-0850527506.
- 1979 — Dictionary of the Napoleonic Wars. New York: Macmillan. ISBN 978-0025236707.
- 1979 — Marlborough as Military Commander. London: Batsford[англ.]. ISBN 978-0713420753.
- 1980 — Atlas of Military Strategy: The Art, Theory and Practice of War, 1618—1878. London: Arms & Armour[англ.]. ISBN 978-0853681342.
- 1981 — Waterloo: The Hundred Days. Oxford: Osprey. ISBN 978-0540011704.
- 1987 — Napoleon’s Marshals (ed.). New York: Macmillan. ISBN 978-0029059302.
- 1987 — The Military Maxims of Napoleon (ed.). London: Greenhill. ISBN 978-1853675126.
- 1987 — The Dictionary of Battles (ed.). London: Ebury Press. ISBN 978-0852236871.
- 1989 — Battles and Battlescenes of World War Two. New York: Macmillan. ISBN 978-0028971759.
- 1990 — The Illustrated Napoleon. London: Greenhill[англ.]. ISBN 978-1853670862.
- 1990 — Austerlitz, 1805: Battle of the Three Emperors (Osprey Military Campaign). London: Osprey. ISBN 978-0850459579.
- 1990 — The Art of Warfare in the Age of Marlborough. Staplehurst, UK: Spellmount[англ.]. ISBN 978-0946771424.
- 1993 — Jena 1806: Napoleon destroys Prussia Osprey. ISBN 978-1855322851.
- 1994 — On the Napoleonic Wars. London: Greenhill. ISBN 978-1853671586.
- 1994 — The Oxford Illustrated History of the British Army. (ed.). Oxford: Oxford University Press. ISBN 978-0198691785.
- 1994 — The D-Day Encyclopedia. (ed.). Upper Saddle River, NJ: ISBN 978-0132036214.

### На русском языке
- 2002 — Чандлер, Дэвид. Военные кампании Наполеона. — М.: Центрполиграф, 2002. — 358 с. — ISBN 5-227-00456-0.
- 2004 — Чандлер, Дэвид. Ватерлоо. Последняя кампания Наполеона / Под ред. А. Зотова. — СПб.: Знак, 2004. — ISBN 978-9939-52-163-3.
- 2011 — Чандлер, Дэвид. Военные кампании Наполеона. Триумф и трагедия завоевателя. — М.: Центрполиграф, 2011. — 927 с. — ISBN 978-5-227-02457-2.